# Pierce County, Georgia
Pierce County är ett administrativt område i delstaten Georgia, USA, med 18 758 invånare.  Den administrativa huvudorten (county seat) är Blackshear.

## Geografi
Enligt United States Census Bureau så har countyt en total area på 891 km². 889 km² av den arean är land och 2 km² är vatten.

### Angränsande countyn
- Appling County, Georgia - nord
- Wayne County, Georgia - nordost
- Brantley County, Georgia - sydost
- Ware County, Georgia - väst
- Bacon County, Georgia - nordväst